# Movimento antiabortista

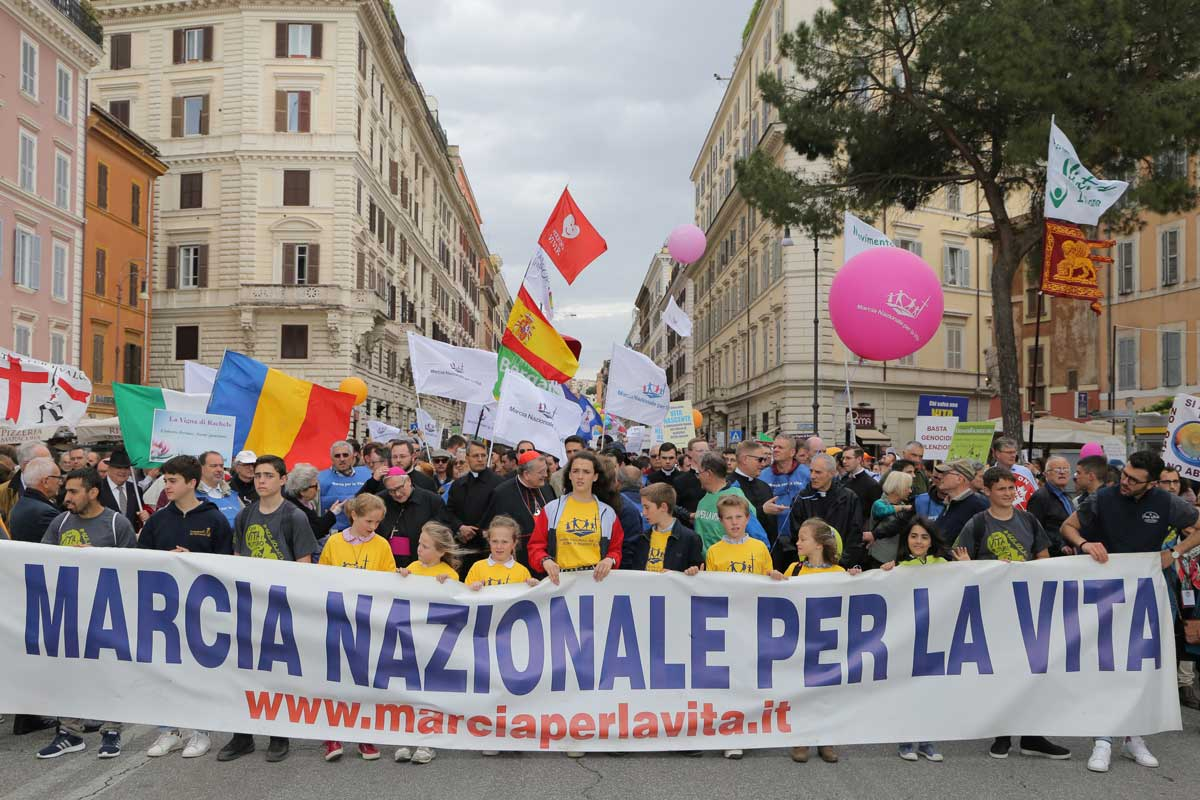
Manifestazione antiabortista svoltasi a Roma il 18 maggio 2019

Il movimento antiabortista o, come si autodefinisce, movimento pro-life  (in italiano pro-vita o per la vita), è un insieme di organizzazioni e di movimenti sociali, politici e di opinione che a livello internazionale o nazionale si oppongono alla pratica dell'aborto e, in molti casi, si oppongono a vari livelli alle legislazioni che consentono la pratica legalizzata dell'interruzione volontaria di gravidanza.

## Idee
Il movimento antiabortista, partendo dalla tesi che l'embrione umano è biologicamente un essere umano ai primi stadi del suo sviluppo e che tutti gli esseri umani godono del diritto alla vita, sostiene che allora anche l'embrione dovrebbe godere dello stesso diritto alla vita. Molto spesso gli antiabortisti affermano che il suddetto diritto valga quindi "dal concepimento alla morte naturale". Ne consegue che l'aborto è considerato un particolare tipo di omicidio. Per questo motivo, la proibizione a livello statale dell'aborto non viene vista come una limitazione della libertà delle donne, ma considerata alla stregua di altre proibizioni socialmente accettate volte a preservare il diritto alla vita. 
In tale contesto è importante notare che per il movimento antiabortista il valore della vita umana è intrinseco, non funzionale o strumentale. Questo significa che la vita di ogni essere umano ha un valore in sé e non dipende da criteri soggettivi.
Il movimento antiabortista è accomunato principalmente dall'opposizione all'aborto e alla ricerca sulle cellule staminali. Tuttavia, buona parte degli antiabortisti si oppone anche alla legalizzazione delle droghe, all'eutanasia e al suicidio assistito. Su altre tematiche etiche e sociali il movimento presenta una pluralità di visioni.
In generale, sebbene in presenza di eccezioni (quali ad esempio il femminismo antiabortista), si può dire che i movimenti antiabortisti tendano ad avere posizioni più a destra, quindi più conservatrici, nello spettro politico.

## Movimenti per paese

### Francia
La prima organizzazione antiabortista in Francia, Laissez-les-vivre-SOS futures mères, fu creata nel 1971 durante il dibattito che avrebbe portato alla Legge Veil del 1975. Il suo principale portavoce era il genetista Jérôme Lejeune. Dal 2005, il movimento antiabortista francese ha organizzato una marcia annuale per la vita. Nel 2012 nasce La Manif Pour Tous, nata dopo l'approvazione delle unioni civili tra persone dello stesso sesso.

### Irlanda
Ci sono diversi gruppi antiabortisti nella Repubblica d'Irlanda: Pro Life Campaign, Youth Defence e Iona Institute.

### Italia
Il più noto movimento antiabortista italiano è il Movimento per la Vita, nato nel 1980 come federazione di diverse associazioni di aiuto alla vita operanti nel Paese, a cui si è aggiunta nel 2012 la Onlus Pro Vita & Famiglia. Da menzionare anche gli "Universitari per la vita", che si occupano di diffondere il messaggio antiabortista all'interno dell'ambiente universitario.

### Spagna
L'associazione provida più importante è Derecho a vivir, ma anche CitizenGo che è una piattaforma online che propone petizioni, e Hazte Oir.

### Stati Uniti d'America
Il movimento antiabortista statunitense è molto variegato. Se da una parte è sicuramente rappresentato da associazioni legate alle varie confessioni cristiane, come la National Right to Life Committee e Priests for Life, e dal Partito Repubblicano, dall'altra esiste un numero considerevole di organizzazioni laiche e progressiste che, per motivi differenti, si identifica come pro-life e supporta, quindi, l'abolizione o la significativa restrizione dell'aborto a livello nazionale. Tra queste troviamo associazioni atee o agnostiche (Secular Pro-Life, Humanists for Life), femministe (Feminists for life, Feminists for Nonviolent Choices, New Wave Feminists), democratiche (Democrats for Life of America), libertarie (Libertarians for Life) e appartenenti alla comunità LGBT (Pro-Life Alliance of Gays and Lesbians). Inoltre, esistono organizzazioni con un approccio olistico al termine pro-life, che si rifanno dichiaratamente alla Consistent Life Ethic, come le Feminists for Nonviolent Choices e Rehumanize International. Da segnalare, infine, Live Action, organizzazione molto attiva nel settore e conosciuta soprattutto per i suoi video sotto copertura all'interno delle cliniche di Planned Parenthood.